# Selección de fútbol de Silesia
La Selección de fútbol de Silesia (en polaco: Reprezentacja Śląska) es el equipo representativo de la región de Silesia. No es miembro de la  FIFA ni de la UEFA, y por lo tanto no pueden participar en los torneos que estos organizan. Su organización está a cargo de la Federación de Silesia (en polaco: Śląski Związek Piłki Nożnej).

## Partidos contra Polonia[1]
| No. | Fecha                    | Estadio                     | Partido             | Resultado | Asistencia |
| --- | ------------------------ | --------------------------- | ------------------- | --------- | ---------- |
| 1   | 4 de octubre de 1933     | KS Police Stadium, Katowice | Silesia vs. Polonia | 1–2       | 5,000      |
| 2   | 26 de abril de 1953      | Ruch Stadium, Chorzów       | Silesia vs. Polonia | 2–3       | 12,000     |
| 3   | 13 de septiembre de 1953 | Polonia Stadium, Bytom      | Silesia vs. Polonia | 3–3       | 3,000      |
| 4   | 9 de diciembre de 2006   | Ruch Stadium, Chorzów       | Silesia vs. Polonia | 1–1       | 5,000      |

## Partidos contra otras selecciones
| Fecha                | Estadio               | Partido                    | Resultado | Asistencia |
| -------------------- | --------------------- | -------------------------- | --------- | ---------- |
| 9 de junio de 1937   | Ruch Stadium, Chorzów | Silesia vs. Euskadi        | 3–4       | ?          |
| 20 de abril de 1948  | AKS Stadium, Chorzów  | Silesia vs. Checoslovaquia | 2–1       | ?          |
| 24 de agosto de 1952 | Ruch Stadium, Chorzów | Silesia vs. China          | 5–1       | 15,000     |
| 22 de julio de 1974  | Estadio de Silesia    | Silesia vs. Tanzania       | 7–2       | 37,000     |

- Nota: Esta no es una lista completa

## Equipo de ensueño
Aunque Silesia nunca estuvo afiliada de manera independiente con la FIFA, es un lugar de origen de muchos futbolistas notables que juegan principalmente para los equipos nacionales de Alemania, Polonia y la República Checa. En 2010, se presentó el siguiente hipotético equipo "de ensueño" de Silesia de los jugadores actuales de los antecedentes de Silesia: Raphael Schäfer, Marek Jankulovski, Kamil Glik, Tomás Ujfalusi, Łukasz Piszczek, Adam Matuszczyk, Libor Sionko, Sebastián Tyrala, Lukas Podolski, Ireneusz Jeleń, Miroslav Klose.